# برايان ونايت
برايان ونايت (بالإنجليزية: Brian Knight)‏ هو لاعب كرة قاعدة أمريكي، ولد في 2 أكتوبر 1974 في هيلينا في الولايات المتحدة.